# Amalecitas

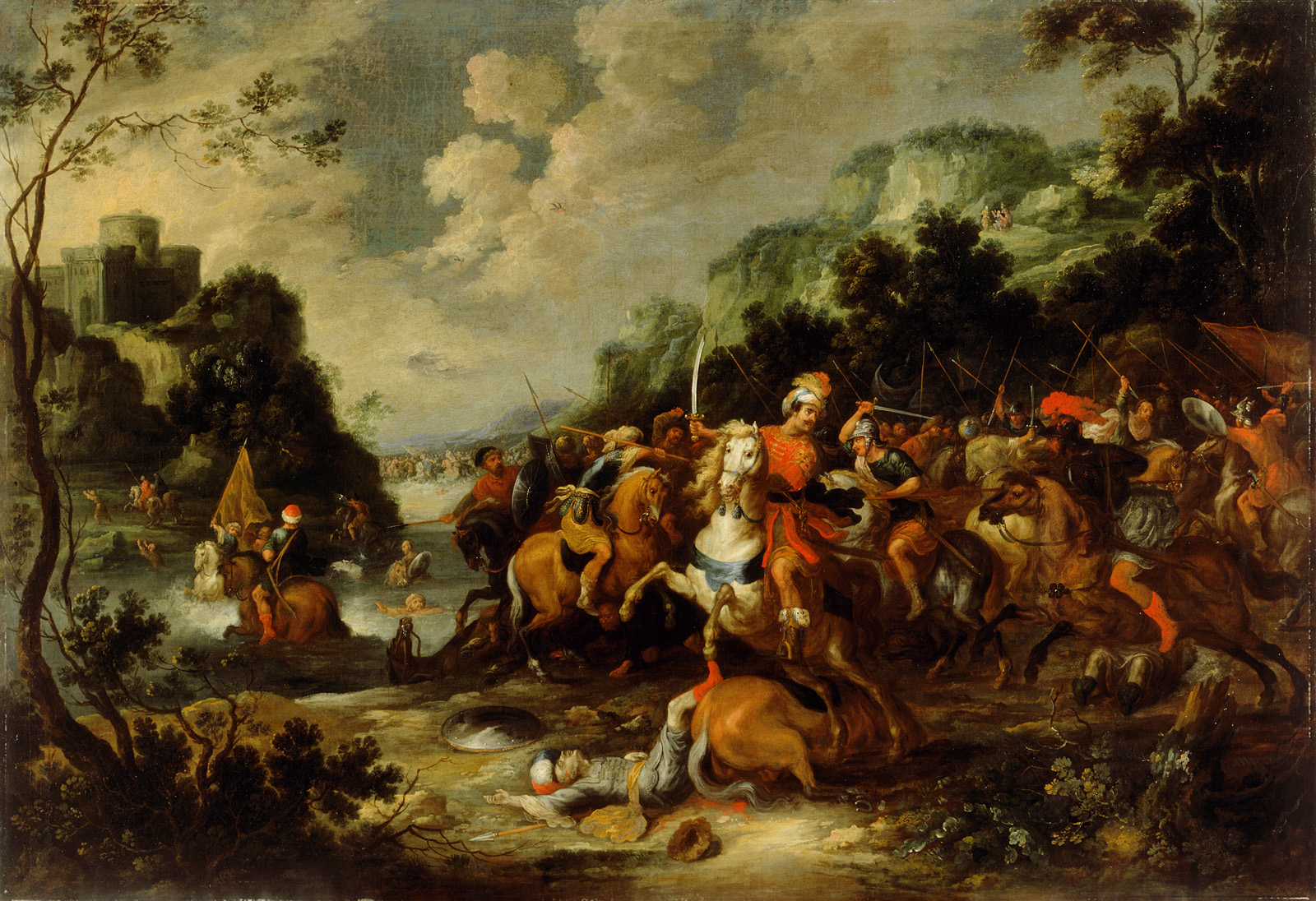
Josué lucha contra las amalecitas (imagen del)

Los amalecitas o amalequitas fue un pueblo descrito en el Tanaj (Antiguo Testamento).
Según se relata en los libros del Génesis, Éxodo, Deuteronomio, Jueces, I Samuel y I Crónicas era una tribu nómada o seminómada en constante guerra con los israelitas. A lo largo de los textos bíblicos se los muestra como enemigos acérrimos, a tal punto que su exterminio era ley divina.

En la tierra que Yahweh tu Elohim te da por heredad para que la poseas, borrarás la memoria de Amalec de debajo del cielo; no lo olvides.
Deuteronomio 25:19

Respecto al nombre dado a este pueblo, en la Biblia, la etimología de los lugares o pueblos, en su gran mayoría, llevan el nombre de un patriarca fundador. Así; como Cam es el fundador de los cananeos, y Sem de los semitas, Amalec sería el fundador de los amalecitas. Véase tabla de naciones.
A pesar de que existen muchas inscripciones egipcias, babilonias, asirias y registros del período que enumeran varias tribus y pueblos de Canaán, nunca se han encontrado alguna referencia a Amalec o los amalecitas.
Debido al rechazo divino que se hace referencia hacia Amalec y su pueblo en los textos bíblicos, posteriormente en varias tradiciones místicas y esotéricas se dio paso a una reinterpretación de la definición de Amalec (Amalek), presentándose como la descripción de un símbolo del mal y la oscuridad que aleja al ser de Dios; cuya representación va desde un concepto más abstracto hasta la personificación del concepto como un demonio propiamente tal.

## Origen
Existen discrepancias en torno al antepasado bíblico de los amalequitas.
Comúnmente suele señalarse a estos como un pueblo semita, descendientes de Abraham por línea directa de su nieto Esaú, también conocido como Edóm (el rojo), por lo cual los amalequitas son una rama distinguida dentro del pueblo idumeo.

Génesis 36:12 Tamma fue concubina de Elifaz, hijo de Esaú y engendró a Amalec…

De aceptar que los amalequitas son descendientes de Esaú estos se encuentran ubicados dentro de la quinta generación de Abraham, tercera de Esaú. Por otro lado la mención de un pueblo amalequita en Génesis 14:7, habitando en el mismo lugar donde en el futuro se enfrentarían con los israelitas (Cades en el Parám), mucho antes del nacimiento de Esaú puede señalar que el nombre del nieto de este no fuera el epónimo de esta tribu sino una coincidencia

Génesis  14: 6 ... y bajaron [Quedeolaómer y sus aliados] hasta El Parán, que está al borde del desierto. 7 Y volvieron y vinieron a Enmispat, o sea Cades, y castigaron a todo el país de los amalecitas...

## Ubicación geográfica
Según la tradición los amalecitas son retratados como un pueblo nómada que deambula por el desierto del Sinaí incursionado también a los territorios del sur de Canaán y que llegaron a establecerse en la franja de tierra ubicada entre el mar Muerto y el mar Rojo.
El lugar más común que se asocia a los amalequitas es Cades, locación que después del éxodo compartían con el pueblo cineo. Fuera de Cades la ubicación más precisa que de ellos nos da la Biblia en un territorio mayor la encontramos en el libro I de Samuel:

I Samuel 15:7 E hirió, Saúl a los amalecitas desde Javilá hasta el camino a Shur, que está frente a Egipto.

## Historia junto a los israelitas

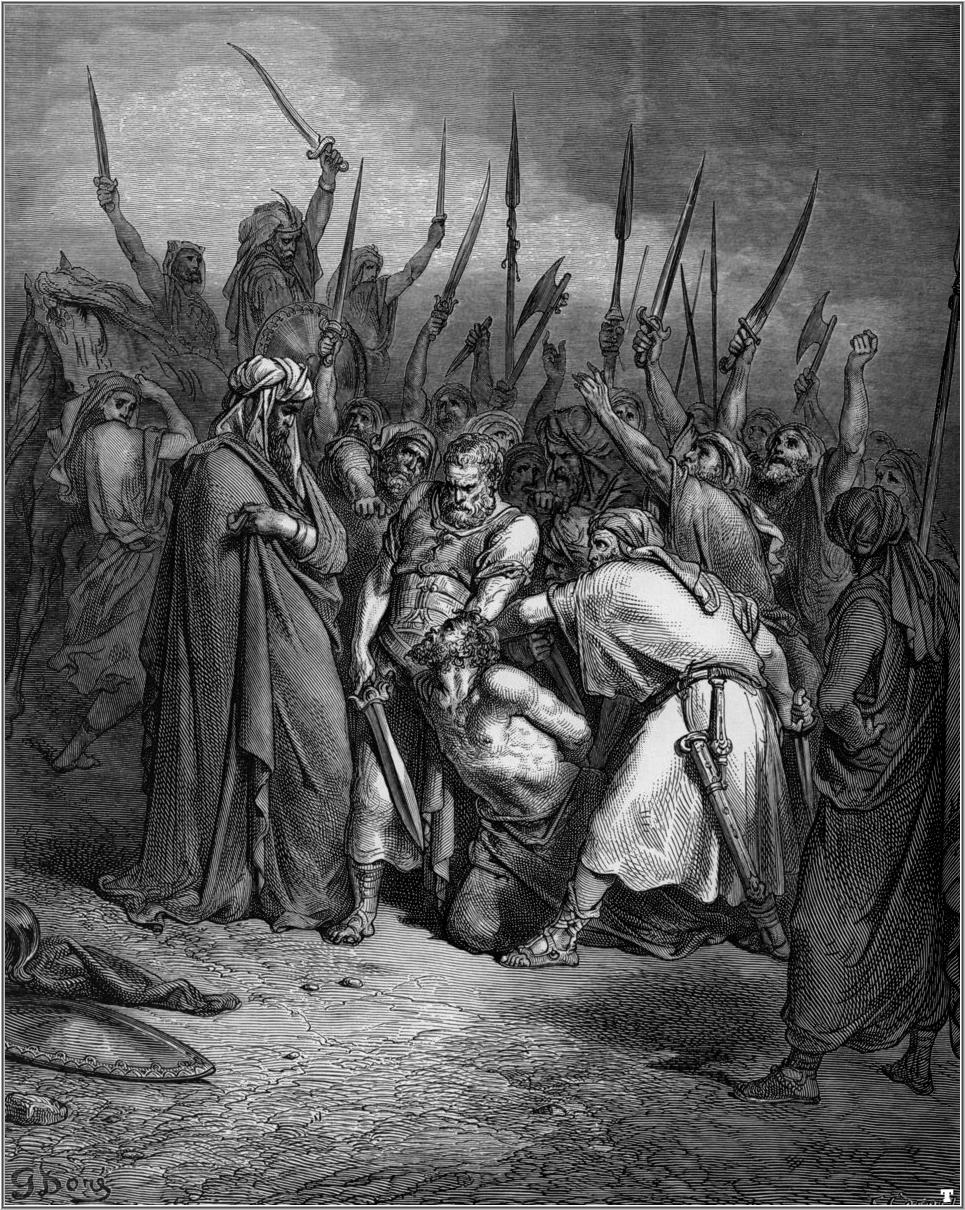
Gustave Doré, La muerte de Agag rey de los amalecitas a manos de Samuel

De acuerdo al relato bíblico, el primer encuentro entre amalequitas e israelitas se da en una confrontación violenta conocida como la batalla de Refidim. Durante la batalla Josué comanda las tropas mientras Moisés, Aarón y Hur imploraban ayuda a Yahveh, dicha ayuda se hace manifiesta en combate mientras los brazos de Moisés se mantuvieran en alto, siendo que cuando este desfallecía y bajaba los brazos los amalequitas adquirían ventaja en el campo de batalla. Al final Aarón y Hur ingenian la forma de mantener los brazos de Moisés en alto colocando dos piedras que le sirvieran de base sobre la cual sentarse mientras los dos sostenían los brazos de Moisés hacia el cielo. El texto bíblico nos deja inferir que los israelitas finalmente lograron ganar la batalla (Éxodo 17: 8 - 16).
El segundo encuentro de los israelitas con la nación de Amalec que nos relata la Biblia no es menos violento que el anterior, pero a diferencia de este, los israelitas son derrotados. Después de acampar en el desierto de Param en un lugar llamado Cadesh Moisés procede a enviar a doce espías para que reconocieran la tierra de Canaán durante cuarenta días. Diez de los informantes enviados regresan acobardados por los pueblos que en ella habitaban e intencionalmente dan un reporte desfavorable sobre la calidad de la tierra y exageran el poder de sus habitantes, en una clara muestra de desconfianza hacia Yahveh. El informe surte efecto y los israelitas comienzan a murmurar contra Dios y Moisés y se plantean el dilema de regresar a Egipto pese a que Josué (Oseias) y Caleb, quienes eran los dos espías faltantes, desmienten la versión de los otros diez. El incidente acaba desatando la ira de Yahveh, quien no sólo acaba con la vida de los espías embusteros sino que castiga a los israelitas, condenándolos a vagar cuarenta años por el desierto, uno por cada día de exploración. Muchos israelitas optan por incursionar en Canaán pensando que es una forma de resarcirse con Dios, y pese a que Moisés les advierte que ya es muy tarde para sentir valor y que su Dios no los acompañará en batalla los israelitas hacen caso omiso y avanzan; es entonces cuando los amalequitas salen a enfrentarlos destruyendo a la gran mayoría y haciéndolos huir rumbo a un lugar llamado Jormá (Números 14: 43 – 45).
En el libro de los Jueces, en el episodio que relata los hechos de Eúd se muestra cómo, antes que el juez haga su entrada en escena, Dios abandona a los israelitas por cuenta de sus iniquidades y estos pierden la ciudad de las palmas a manos de una coalición amonita – amalequita para luego ser subyugados por los moabitas durante dieciocho años. En este capítulo no se relata qué ocurrió con respecto a los amalequitas tras la liberación de Israel (Jueces 3: 13).
Establecida ya la monarquía, durante el tiempo del reino unificado, los israelitas consiguen tres grandes victorias en contra de Amalec, la primera en tiempos de Saúl en el marco de la campaña contra los pueblos que arruinaban Israel: moabitas, amonitas, edomitas, filisteos, y amalequitas, campaña de la cual la Biblia dice a cualquier lugar sobre el que marchaban las tropas israelitas la victoria les era concedida (I Samuel 14:48).
En una segunda campaña Saúl consigue otra victoria sobre los amalequitas, tras enviar emisarios a los cienos para que estos evacuaran las tierras de Amaléc y no sufrieran daño por cuenta de los combates. Las tropas de Saúl acometen contra los amalequitas causándoles gran destrucción, Pero Saúl desobedece el mandato divino y en vez de arrasar por completo con la nación amalequita se reserva para sí los mejores ganados del enemigo y toma prisionero a su rey, lo que ofende sobremanera a Yahveh y al profeta Samuel, quien tras degollar al rey amalequita frente a Saúl anuncia que la desobediencia del rey a los mandatos de la Torá han señalado el fin de su reinado (I Samuel 15).
Posteriormente, cuando David se transforma en un gran comandante del ejército israelita y dirige parte de las campañas de Saúl en contra de los enemigos de Israel, en el marco de estas, el futuro rey de Israel propina una severa derrota a los amalequitas que los deja al borde de su exterminio. En esos tiempos los amalequitas saquean la ciudad de Siceleg, prendiéndole fuego y raptando a las mujeres y los niños, incluidas dos esposas de David, en un principio los habitantes de la ciudad buscan desquitarse con David por lo acaecido, ante cual David procede a organizar una campaña contra los amalequitas no sin antes preguntar a Yahveh si le favorecerá en dicha campaña, ante el beneplácito del Eterno, David marcha con su tropa en pos de Amalec. Un esclavo egipcio, abandonado por uno de los amalecitas en medio del camino, es acogido y alimentado por David y le indica a éste, en donde han acampado aquellos que han saqueado la ciudad, David llega al lugar donde encuentra a los amalequitas entregados a la celebración y procede a destruir a la gran mayoría a excepción de cuatrocientos que logran huir al desierto cabalgando en camellos. David rescata a todos los rehenes, y devuelve las posesiones a sus antiguos dueños y reparte el restante del botín por igual entre sus tropas (I Samuel 30: 1 -24).
Mientras David daba muerte a los amalecitas Saúl hacía frente a los filisteos en la batalla de Galboe, y es en esta donde pierde la vida, un amalecita huye del campo de batalla luego de apoderarse de la corona y el brazalete de Saúl, en el camino se encuentra con David quien le indaga por los objetos que trae en posesión, por lo cual el amalecita le cuenta todo lo ocurrido en Galboe, presumiendo haber sido él quien supuestamente dio muerte al rey israelita. David se entristece por la noticia y le indigna la actitud del amalecita hacia la muerte de Saúl por lo cual lo hace ejecutar en el acto (II Samuel 1: 8 - 13).
La última aparición de los amalequitas en la Biblia nos relata el momento, en tiempos del rey Ezequías, en que los miembros de la Tribu de Simeón, buscando campos donde apacentar sus ganados entran al valle de Guedor donde enfrentan y destruyen a varios pueblos camitas y posteriormente subieron al monte Seir donde hirieron al resto de la nación de Amalec que habían escapado en tiempos de David (I Crónicas 4: 24 - 43).

### Borrar la memoria de Amalec
Como ya veíamos, no hubo en la Biblia un solo momento de paz entre Amalec e Israel, antes bien, Yahvé establece el mandato divino de destruirlos totalmente:

Éxodo 17:14 Y le dijo el Eterno a Moisés: “Escribe para recordación y ponlo en oídos de Josué como recordación, que borraré la memoria de Amalec de debajo del cielo”. 15 Y construyó Moisés un altar que llamó “El Eterno es mi bandera”. 16 y explicó: “Porque alzó la mano contra el trono de Dios, habrá guerra del Eterno contra Amalec a través de las generaciones.”

Deuteronomio 25:17 Recuerda lo que te hizo Amalec en el camino, a la salida de Egipto; 18 cómo te acometió sin temor a Dios matando a los rezagados cuando ibas cansado y debilitado oh Israel. 19 Pero cuando el Eterno tu Dios te haga descansar de todos tus enemigos en el país que te dio por heredad, borrarás la memoria misma de Amalec de debajo del cielo. No lo olvides.

Fue precisamente como ya se relataba el incumplimiento expedito de este mandamiento lo que hizo que Yahweh quitara la bendición a Saúl, pues antes de la batalla contra los amalequitas Samuel le señaló:

I Samuel 15:1 Y le dijo Samuel a Saúl: El eterno me mandó que te ungiere para ser rey sobre Su pueblo, sobre Israel. Por tanto escucha ahora la voz de las palabras del eterno. 2 Así dice el Eterno de los ejércitos: “Me acuerdo de lo que Amalec hizo a Israel, cómo se interpuso en el camino cuando Israel salió de Egipto. 3 Ahora ve y hiere a Amalec, y destruye a hombres como a mujer, a niño como a lactante, a buey y oveja, camello y asno”

Acorde con la interpretación de algunos rabinos, el versículo 16 de Éxodo 17 indica que la nación amalequita no será destruida sino hasta el fin de los tiempos cuando Yahveh envíe al Mesías y por lo tanto Amalec sigue manifiesto en forma de pueblos, ideas y actitudes que atacan y buscan el exterminio de los principios de vida exaltados por el judaísmo y al pueblo judío en sí mismo.

### ¿Hamán el amalequita?
Una tradición dentro del judaísmo rabínico es aquella según la cual durante la fiesta de Purim, durante la lectura del rollo de Esther en la sinagoga los asistentes al servicio religioso hacen ruido con las palmas o con tradicionales matracas cuando se pronuncia el nombre de Hamán (virrey del rey Asuero quien había orquestado la aniquilación de la comunidad judía del Imperio persa) pues de dicha manera, de un modo festivo, buscan dar cumplimiento al mandato de borrar la memoria de los amalequitas, pueblo al cual tradicionalmente se dice pertenecía el malvado virrey. El pretendido linaje amalequita de Amán se extrae de la siguiente cita:

 Ester 3: 1 Después de tales cosas el rey Asuero encumbró a Hamán hijo de Hamdata, agagueo, colocándolo por sobre todos los príncipes que eran con él.

El término agagueo es asociado con Agág, rey amalequita ejecutado por Samuel.

## Nombres amalequitas
Si bien en la Biblia son varias veces en las que se refiere a los amalequitas son en contraste bastante pocos los nombres propios que se dan de personas ligadas al clan de Amalec:
- Amaléc ♂
- Agag ♂
- Hamdata ♂[4]
- Hamán ♂[5]

## Otras menciones de los amalecitas en la Biblia
Aparte de las citas anteriormente referidas los amalecitas también son nombrados, si bien de forma aislada o como parte de una lista general de pueblos, en los siguientes versículos bíblicos:
- Números 13:29; 24:20
- Jueces 5:14; 6:3, 33; 7:12; 10:12; 12:15
- I Samuel 14:48; 27:8; 28:18
- II Samuel 8:12
- I Crónicas 1:36; 4:43; 18:11
- Salmo 83:7